# Johnnie Walker (wielrenner)
Johnnie Walker (Sale, 17 maart 1987) is een Australisch professioneel wielrenner. Hij reed onder meer voor Footon-Servetto-Fuji.

## Overwinningen
2009
Circuito Nuestra Señora del Portal

## Resultaten in voornaamste wedstrijden
| Jaar | Ronde van Italië | Ronde van Frankrijk | Ronde van Spanje |
| ---- | ---------------- | ------------------- | ---------------- |
| 2010 |                  |                     | 147e             |

| Jaar | Gent-Wevelgem | Ronde van Vlaanderen |
| ---- | ------------- | -------------------- |
| 2010 | 54e           | opgave               |

## Ploegen
- 2007-SouthAustralia.com-AIS
- 2008-SouthAustralia.com-AIS
- 2009-Trek-Marco Polo Cycling Team (tot 30-6)
- 2010-Footon-Servetto
- 2011-V Australia (vanaf 20-5)
- 2013-Drapac Cycling

Bates · J.Clarke · S.Clarke · Dawson · Dempster · Finning · M.Ford · W.Ford · Higgerson · Jamieson · Lewis · McConnell · Meyer · Norris · Olman · Sanderson · Sulzberger · Walker · Wooldridge
Bobridge · Clarke · Dempster · M.Ford · W.Ford · Jamieson · Josefski · B.King · M.King · C.Meyer · T.Meyer · Semple · Sulzberger · Walker
Benítez · 
Brändle · 
Capecchi · 
Capelli · 
Cardoso · 
Celis · 
Cheula · 
Corti · 
Díaz  · 
Durán · 
Eibegger · 
Faiers · 
Felline · 
Gianetti · 
Gutiérrez Gutiérrez · 
Gutiérrez Palacios · 
Margaliot · 
Mata · 
Mayoz · 
Merino · 
Merlo · 
Pedersen · 
Pérez · 
Valls · 
Vitoria · 
Walker
Davison · Goesinnen · Hucker · Lapthorne · McCauley · Palmer · A.Phelan · Rudolph · Rusli · B.Sulzberger · J.Walker · W.Walker